# Universidade de Portsmouth
A Universidade de Portsmouth (em inglês, University of Portmousth) é uma universidade localizada na cidade de Portsmouth, Inglaterra. Apesar de sua estrutura ser criada em 1869 sob o nome de Portsmouth and Gosport School of Science and the Arts, adquiriu o status de universidade em 1992 pela Further and Higher Education Act 1992.